# 腓特烈三世 (上洛林)
腓特烈三世 （法語：Frédéric III，约1017年—1033年5月22日），上洛林公爵腓特烈二世之子，為上洛林公爵及巴爾伯爵（1026年至1033年在位）。
腓特烈三世是腓特烈二世和士瓦本的瑪蒂爾德的兒子，也是其祖父蒂埃里一世（卒於1026年/1027年）的繼承人。
歷史上對作為公爵的腓特烈三世知之甚少，甚至連未成年的腓特烈三世的攝政名字也不知道。腓特烈三世於1033年去世，未婚且沒有孩子。腓特烈三世的姑姑士瓦本的吉塞拉是神聖羅馬皇帝康拉德二世的妻子，她收養腓特烈三世的姊妹蘇菲和比阿特麗斯 。皇帝康拉德二世將上洛林公國交給腓特烈二世的表弟、下洛特林公爵戈特隆一世，洛林的兩個公國在接下來的幾年裡統一直至1044年戈特隆一世去世為止。